# Общество московских художников
О́бщество моско́вских худо́жников (ОМХ) — творческое объединение группы московских художников, состоявшее при Государственной Академии художественных наук (с 1928), существовавшее в 1927—1931 годах.

## Создание общества
ОМХ возникло в 1927 году, затем по уставу 1928 года оно стало работать при Государственной академия художественных наук (ГАХН) на основе слияния нескольких группировок.
В ОМХ вошли бывшие члены «Бубнового валета», объединений «Московские живописцы», «Бытие», «Маковец», «Жар-цвет» и других группировок. В 1927 г. были сформированы первый состав объединения и его руководящие органы, в январе 1928 г. в составе общества было принято молодёжное объединение «Крыло», образовавшее группу «ОМХ-2», в феврале прошла 1-я выставка ОМХ, в марте при обществе были организованы художественно-производственные мастерские (МАСТОМХ). 23 июня 1928 г. был принят Устав общества, что завершило организационный процесс его создания.

## Программа

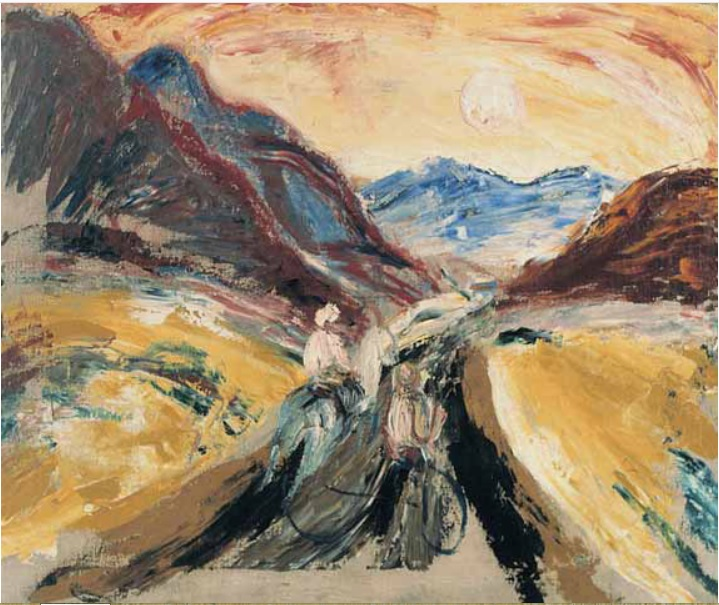
А. Древин. Чарыш. 1930. Государственный художественный музей Алтайского края

Творчество тематически разнородных художников, вошедших в ОМХ, основывалось на принципах следования «живописной культуре» и преемственности традиций, выразившихся в задаче «сохранения и развития станковой картины как цельного художественного организма, как законченного произведения, не зависящего ни от архитектуры, ни от прикладного искусства». В декларации общества, выдвинутой в 1929 г. представители ОМХ определили реализм как синтез совершенной живописной формы и реального отображения действительности:

«В методах нашего творчества мы отвергаем натуралистический бытовизм, поверхностный и статический протоколизм как средства непригодные для разрешения громадных задач изоискусства в наши дни. Мы требуем от художника величайшей действительности и выразительности формальной стороны его творчества, образующей неразрывное единство с идеологической основой последнего».
Задачу решения проблемы «социального заказа», выдвинутой теоретиками ЛЕФа и во второй половине 1920-х ставшей одной и самых дискуссионных тем художественного творчества, представители ОМХ понимали двояко: в «Обращении ОМХ к обществам художников» (1929) был выдвинут лозунг всемерного содействия «рабочему классу и трудовому крестьянству в поднятии, при посредстве изо-искусства, их культурно-политического уровня», практически же она реализовывалась в рамках созданного при обществе МАСТОМХа и отвечала современным потребностям рынка в художественной продукции.
Среди творческих объединений конца 1920-х идеология ОМХ отражала взгляды художников так называемого «центра», к которому тяготело и объединение «Четыре искусства»; позиции «справа» занимала АХРР, чьи принципы творческого мышления, остававшиеся в традиции передвижников, легли в основу метода социалистического реализма, — слева — урбанистическое искусство ОСТа. Крайние левые позиции выражали конструктивисты, в чьих экспериментах живопись перерождалась в дизайн, и представители ЛЕФа, отрицавшие наследие классического искусства и станковую картину, как таковую.

## Состав и структура

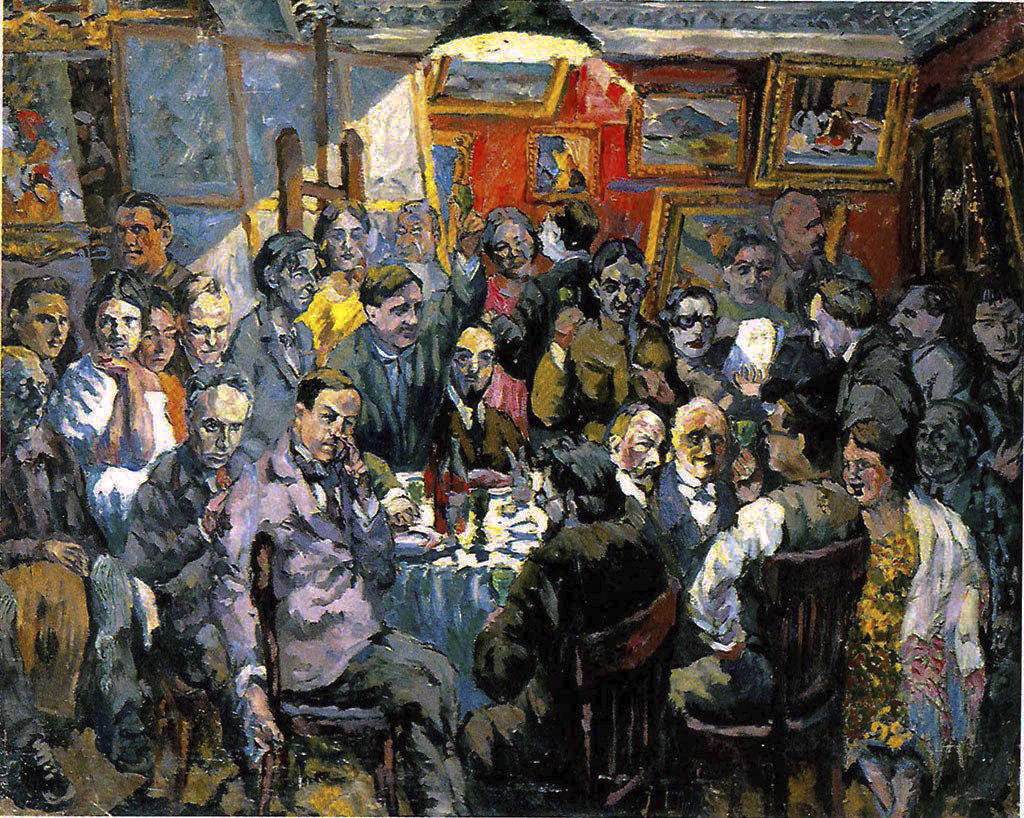
А. Лентулов. Московские художники (эскиз к картине). 1927. Пензенская картинная галерея

В 1927 году членами-учредителями общества являлись: И. Э. Грабарь, С. В. Герасимов, А. Д. Древин, И. Ф. Завьялов, Б. Д. Королёв, А. В. Лентулов, Н. Х. Максимов, И. И. Машков, А. А. Осмёркин, М. С. Родионов, В. В. Рождественский, К. К. Зефиров, Н. И. Шестаков, С. И. Петров, действительными членами: А. И. Иванов, С. И. Иванов, Н. П. Крымов, Е. И. Машкевич, С. М. Романович, В. Ф. Рындин, А. Ф. Фонвизин, И. И. Чекмазов, В. И. Мухина, Н. М. Чернышёв, В. М. Новожилов.
В уставе общества, принятом 23 июня 1928 г., список членов-учредителей был расширен — в него вошли Н. Н. Масленников, Н. А. Удальцова, Р. Р. Фальк, В. В. Франкетти, В. Л. Храковский, И. И. Чекмазов (вышел Н. И. Шестаков). Из действительных членов вышла В. И. Мухина.
В конце 1927 г. члены молодёжной группа «Крыло», обратилась в президиум ОМХ с просьбой принять их в состав «Общества московских художников». 26 января 1928 г. на общем собрании ОМХ просьба была поддержана, «Крыло» вошло в состав общества как самостоятельный филиал со своим президиумом и руководителем А. А. Осмёркиным, но было переименовано в «ОМХ-2». Члены ОМХ-2 наделялись равными правами с центральной группой ОМХ-1, и имели своих представителей в объединенном президиуме ОМХ. Этот порядок сохранялся до весны 1929 г., но в последующих списках членов общества группа ОМХ-2 отдельно не выделялась.

### Алфавитный список членов ОМХ
Список составлен по материалам статьи М. В. Мелединой. Другие источники отмечаются ссылками:
| №  | Член ОМХ                             | Годы членства, статус | Ранее в других объединениях                                                   |
| -- | ------------------------------------ | --- | ----------------------------------------------------------------------------- |
| 1  | Аветов, Михаил Никитич               | 1930—1931, действительный член | Московские живописцы, Бытие                                                   |
| 2  | Алтухов, Иов Корнилович              | 1929—1931, действительный член |                                                                               |
| 3  | Борисов, Борис Иванович              | 1928—1931, ОМХ-2, действительный член; член ревизионной комиссии (с апреля 1929)                                                                                               | Московские живописцы*, Бытие, Крыло                                           |
| 4  | Бухарев, Сергей Николаевич           | 1930—1931, действительный член; кандидат в члены ревизионной комиссии (с апреля 1931)                                                                                          | Бытие                                                                         |
| 5  | Герасимов, Сергей Васильевич         | 1927 — март 1931, член-учредитель; зам. председателя ОМХ (с апреля 1929) | АХРР*, Маковец                                                                |
| 6  | Гороховский                          | 1930—1931, действительный член |                                                                               |
| 7  | Грабарь, Игорь Эммануилович          | 1927 — апрель 1929, член-учредитель, председатель ОМХ | Союз русских художников, Московские живописцы*, Мир искусства                 |
| 8  | Григорьев, Василий Иванович          | 1928—1931, ОМХ-2, действительный член | Бытие, Крыло                                                                  |
| 9  | Григорьев, Николай Михайлович        | 1928—1931, кандидат (1928), действительный член; член ревизионной комиссии (с февраля 1931)                                                                                    | Маковец                                                                       |
| 10 | Григорьев, Николай Николаевич        | 1928—1931, ОМХ-2, действительный член; член ревизионной комиссии (февраль-март 1931)                                                                                           | Бытие, Крыло                                                                  |
| 11 | Девинов-Нюренберг Д. М.              | 1930—1931, действительный член; зав. орг. сектором и член правления (февраль-март 1931)                                                                                        | Московские живописцы*, РОСТ                                                   |
| 12 | Добров, Матвей Алексеевич            | 1930—1931, действительный член | Союз русских художников*, Жар-цвет                                            |
| 13 | Древин, Александр Давыдович          | 1927—1931, член-учредитель | Бубновый валет, Московские живописцы, АХРР                                    |
| 14 | Завьялов, Иван Фёдорович             | 1927 — март 1931, член-учредитель | Маковец                                                                       |
| 15 | Зефиров, Константин Клаудианович     | 1927—1929, член-учредитель | Маковец                                                                       |
| 16 | Иванов, Александр Иванович           | 1927—1931, действительный член | Московские живописцы                                                          |
| 17 | Иванов, Евгений Николаевич           | 1928—1931, ОМХ-2, действительный член | Бытие, Крыло                                                                  |
| 18 | Иванов, Сергей Иванович              | 1927—1929, действительный член | Маковец                                                                       |
| 19 | Иванова, Зинаида Григорьевна         | 1929—1931, кандидат (1929), действительный член; казначей (февраль-март 1931), член правления (с февраля 1931)                                                                 | РОСТ                                                                          |
| 20 | Ижевский В. В.                       | 1930—1931, действительный член |                                                                               |
| 21 | Кантор, Лия Генриховна               | 1930—1931, действительный член | РОСТ                                                                          |
| 22 | Каптерев, Валерий Всеволодович       | 1930—1931, действительный член | Бытие, Цех живописцев                                                         |
| 23 | Карнеев, Михаил Дмитриевич           | 1928—1931, ОМХ-2, действительный член | Бытие, Крыло                                                                  |
| 24 | Киров, Сергей Михайлович             | 1928—1931, ОМХ-2; член правления (с апреля 1931) | Бытие, Крыло                                                                  |
| 25 | Киселёв В. И.                        | 1929, действительный член |                                                                               |
| 26 | Колосов Н. А.                        | 1929, кандидат в члены |                                                                               |
| 27 | Кончаловская, Татьяна Максимовна     | 1928—1929, ОМХ-2, действительный член | Бытие, Крыло                                                                  |
| 28 | Королёв, Борис Данилович             | 1927—1931, член-учредитель; член президиума ОМХ и директор МАСТОМХ (с апреля 1929), зав. сектором подготовки кадров (с апреля 1931)                                            | Московские живописцы*                                                         |
| 29 | Кравченко, Алексей Ильич             | 1930—1931, действительный член | Московское товарищество художников*, Четыре искусства                         |
| 30 | Крымов, Николай Петрович             | 1928—1931, действительный член | Голубая роза*, Маковец                                                        |
| 31 | Куприн, Александр Васильевич         | 1928—1931, действительный член; член правления (с апреля 1931) | Бубновый валет, Московские живописцы, Бытие                                   |
| 32 | Лапин А. А.                          | 1930—1931, действительный член |                                                                               |
| 33 | Лебедев-Шуйский, Анатолий Адрианович | 1929—1931, действительный член; член ревизионной комиссии (с апреля 1931) | Бытие                                                                         |
| 34 | Левашова К. А.                       | 1928—1929, кандидат (1928), действительный член | Бытие                                                                         |
| 35 | Лентулов, Аристарх Васильевич        | 1927—1931, член-учредитель; председатель (апрель 1929 —февраль 1931), затем генеральный секретарь ОМХ                                                                          | Бубновый валет, АХРР                                                          |
| 36 | Лобанов, Сергей Иванович             | 1930—1931, действительный член; кандидат в члены правления (с апреля 1931) | Бубновый валет, АХРР*, Жар-цвет                                               |
| 37 | Максимов, Николай Христофорович      | 1927—1931, член-учредитель; член ревизионной комиссии (февраль-март 1931) | Маковец                                                                       |
| 38 | Малютин, Иван Андреевич              | 1930—1931, действительный член; член правления (с апреля 1931) | РОСТ                                                                          |
| 39 | Масленников, Николай Николаевич      | 1928—1929, член-учредитель; член президиума (апрель 1929 — февраль 1931) |                                                                               |
| 40 | Машкевич Евгений Осипович            | 1927—1931, действительный член | Маковец                                                                       |
| 41 | Машков, Илья Иванович                | 1927—1928, член-учредитель | Бубновый валет, Мир искусства, Московские живописцы                           |
| 42 | Михайлов В. В.                       | 1929—1931, действительный член; кандидат в члены правления (с апреля 1931) | РОСТ                                                                          |
| 43 | Моргунов, Алексей Алексеевич         | 1929—1931, действительный член; член ревизионной комиссии (апрель 1929 — февраль 1931), зав. орг. сектором (с апреля 1931); зав. издательско-плакатной секции МАСТОМХ (с 1930) | Бубновый валет, Пролеткульт, Объективный анализ                               |
| 44 | Мурашев, Дмитрий Васильевич          | 1930—1931, действительный член; кандидат в члены ревизионной комиссии (с апреля 1931)                                                                                          | Бытие                                                                         |
| 45 | Мухин, Семён Григорьевич             | 1930—1931, действительный член; член ревизионной комиссии (с апреля 1931) | Бытие                                                                         |
| 46 | Мухина, Вера Игнатьевна              | 1927, действительный член | Четыре искусства, Общество русских скульпторов*                               |
| 47 | Новожилов, Василий Михайлович        | 1927—1931, действительный член | Бытие, Московские живописцы                                                   |
| 48 | Осмёркин, Александр Александрович    | 1927—1931, член-учредитель; секретарь ОМХ (апрель 1929 — февраль 1931), зам. ген. секретаря (с апреля 1931)                                                                    | Бубновый валет, Мир Искусства, Московские живописцы*, Бытие                   |
| 49 | Павлова А. В.                        | 1930—1931, действительный член; член ревизионной комиссии (с февраля 1931) | РОСТ                                                                          |
| 50 | Первухин, Александр Николаевич       | 1928—1931, кандидат (1928), действительный член | АХРР*                                                                         |
| 51 | Перфильев, Иван Петрович             | 1929—1931, кандидат (1929), действительный член | РОСТ                                                                          |
| 52 | Петров, Сергей Иванович              | 1927—1929, член-учредитель; член ревизионной комиссии (апрель 1929 — февраль 1931)                                                                                             | Московские живописцы                                                          |
| 53 | Полежаев А. Г.                       | 1928—1931, кандидат (1928), действительный член |                                                                               |
| 54 | Почиталов, Василий Васильевич        | 1930—1931, действительный член; член правления (февраль-март 1931) | Цех живописцев                                                                |
| 55 | Пятницкий                            | 1930—1931, действительный член; член ревизионной комиссии (с апреля 1931) |                                                                               |
| 56 | Рабинович М.                         | 1929—1931, кандидат в члены президиума |                                                                               |
| 57 | Родионов, Михаил Семёнович           | 1927 — март 1931, член-учредитель; кандидат в члены правления (февраль-март 1931)                                                                                              | Бубновый валет*, Маковец                                                      |
| 58 | Рождественский, Василий Васильевич   | 1927—1929, член-учредитель | Бубновый валет, АХРР, Московские живописцы*                                   |
| 59 | Романович, Сергей Михайлович         | 1927—1929, действительный член | Лучисты и будущники, Маковец                                                  |
| 60 | Рублёв, Георгий Иосифович            | 1928, ОМХ-2 | Бытие, Крыло                                                                  |
| 61 | Рыбаков, Алексей Андреевич           | 1929, кандидат в члены |                                                                               |
| 62 | Рындин, Вадим Фёдорович              | 1928—1931, действительный член | Четыре искусства*, Маковец                                                    |
| 63 | Садков, Виктор Николаевич            | 1928—1931, ОМХ-2, действительный член; зав. клубной секцией МАСТОМХ (с 1930)                                                                                                   | Бытие, Крыло                                                                  |
| 64 | Сахаров А. М.                        | 1930—1931, действительный член |                                                                               |
| 65 | Соколик, Наум Клементьевич           | 1930—1931, действительный член | РОСТ                                                                          |
| 66 | Софронова, Антонина Фёдоровна        | 1930—1931, действительный член | Бубновый валет*, РОСТ                                                         |
| 67 | Степанов А. П.                       | 1930—1931, действительный член | РОСТ                                                                          |
| 68 | Столпникова, Мариамна Ильинична      | 1929—1931, действительный член |                                                                               |
| 69 | Таратухин, Сергей Миронович          | 1928—1931, ОМХ-2, действительный член | Бытие, Крыло                                                                  |
| 70 | Удальцова, Надежда Андреевна         | 1927—1931, действительный член (1927), член-учредитель (с 1928) | Бубновый валет, Супремус, Московские живописцы*                               |
| 71 | Фальк, Роберт Рафаилович             | 1928—1929, член-учредитель | Бубновый валет                                                                |
| 72 | Фейгин, Моисей Александрович         | 1928—1931, ОМХ-2, действительный член | Бытие, Крыло                                                                  |
| 73 | Феокритова, Мария Ивановна           | 1930—1931, действительный член | Общество русских скульпторов*                                                 |
| 74 | Фёдоров, Герман Васильевич           | 1928—1929, действительный член; член ревизионной комиссии (февраль-март 1931)                                                                                                  | Бубновый валет, Мир искусства, АХРР*                                          |
| 75 | Фонвизин, Артур Владимирович         | 1927—1931, действительный член | Бубновый валет, Пролеткульт*, Маковец                                         |
| 76 | Франкетти, Владимир Феликсович       | 1928—1931, член-учредитель; кандидат в члены президиума (апрель 1929 — февраль 1931), кандидат в члены правления (с апреля 1931)                                               | Четыре искусства                                                              |
| 77 | Храковский, Владимир Львович         | 1928—199, член-учредитель; зав. общественно-идеологическим сектором (с апреля 1931)                                                                                            | Московские живописцы                                                          |
| 78 | Чекмазов, Иван Иванович              | 1927 — март 1931, действительный член (1927), член-учредитель (с 1928); член ревизионной комиссии (февраль-март 1931)                                                          | Четыре искусства, Московские живописцы                                        |
| 79 | Чернышёв, Николай Михайлович         | 1927 — февраль 1931, действительный член; казначей (с апреля 1929) | Маковец                                                                       |
| 80 | Чирков, Антон Николаевич             | 1928—1929, ОМХ-2, действительный член | Бытие, Крыло                                                                  |
| 81 | Шабль-Табулевич, Борис Сергеевич     | 1928—1931, ОМХ-2, действительный член; член правления (с апреля 1929) | Бытие, Крыло                                                                  |
| 82 | Шевченко, Александр Васильевич       | 1928—1931, действительный член | Бубновый валет, Маковец, Цех живописцев                                       |
| 83 | Шегаль, Григорий Михайлович          | 1928, кандидат в члены | Московские живописцы*                                                         |
| 84 | Шемякин, Михаил Фёдорович            | 1929—1931, действительный член | Товарищество передвижных художественных выставок, Союз русских художников, 22 |
| 85 | Шеришев, Василий Михайлович          | 1928—1931, ОМХ-2, действительный член; член ревизионной комиссии (с апреля 1931)                                                                                               | Бытие, Крыло                                                                  |
| 86 | Шестаков, Николай Иванович           | 1927—1931, член-учредитель (1927), действительный член (с 1928); член правления (февраль-март 1931)                                                                            | Московские живописцы                                                          |
| 87 | Шифрина, Варвара Наумовна            | 1928, кандидат в члены |                                                                               |
| 88 | Шмелев, Фёдор Константинович         | 1928—1929, ОМХ-2, действительный член | Бытие, Крыло                                                                  |
| 89 | Шорчев, Акиндин Петрович             | 1930—1931, действительный член |                                                                               |
| 90 | Щепанский                            | 1930—1931, действительный член |                                                                               |
| 91 | Эйгес Б. Р.                          | 1930—1931, действительный член; секретарь общества (с апреля 1931) | Бытие                                                                         |
| 92 | Эйгес, Вениамин Романович            | 1930—1931, действительный член; секретарь президиума (февраль-апрель 1931), член правления (с февраля 1931)                                                                    | Бытие*                                                                        |
| 93 | Эйферт, Владимир Александрович       | 1928—1931, действительный член; член правления (февраль-апрель 1931) | Жар-цвет                                                                      |
| 94 | Ястржемский, Антон Станиславович     | 1929, экспонент 2-й выставки ОМХ | Маковец                                                                       |

### Руководящие органы
Высшим руководящим органом ОМХ в его уставе был объявлен Всероссийский съезд, созываемый не реже одного раза в 3 года. Однако намерения придать обществу всероссийский статус остались лишь декларацией, и ОМХ все годы существования представляло собой объединение части московских художников. В 1927—1929 гг. во главе общества стоял президиум, председателем избирался И. Э. Грабарь. После его выхода из ОМХ председателем в апреле 1929 г. был избран А. В. Лентулов. В 1929—1930 гг. в состав президиума наряду с председателем входили: заместитель председателя, секретарь, казначей, а также три члена президиума и два кандидата. Ревизионная комиссия работала в составе трёх членов и одного кандидата.
В начале 1931 г. руководящим органом ОМХ стал секретариат, который делился на три сектора: общественно-идеологический, производственный, организационный. Генеральным секретарем ОМХ 16 февраля 1931 г. был избран А. В. Лентулов. Наряду с секретариатом руководство обществом осуществляло правление в составе 11 членов и одного кандидата. В ревизионную комиссию входило 7 членов. Была избрана и редакционная комиссия в составе 11 членов.
В связи с выходом из ОМХ в марте 1931 г. значительной группы художников (обратившихся к IV пленуму АХРР с заявлением о приёме в члены Ассоциации) в апреле 1931 г. руководящий состав ОМХ вновь изменился, производственный сектор был переименован в сектор подготовки кадров, генеральным секретарем вновь переизбран А. В. Лентулов. Правление насчитывало 11 членов и 3 кандидатов, ревизионная комиссия — 7 членов и 2 кандидатов; редакционная комиссия была ликвидирована.

### Художественно-производственные мастерские (МАСТОМХ)
Организованные в марте 1928 г. мастерские имели цели:
— облегчить тяжелое материальное положение художников, входящих в ОМХ, с помощью привлечения их в сферы производства,
— воплощать в жизнь идею художественного оформления современного быта и поднимать качество художественно-промышленной продукции,
— решать задачу социального заказа, остро поставленную в 1920-е годы.
1928 г. стал организационным периодом МАСТОМХ. В условиях отсутствия государственных субсидий и помещений, а также слабой кадровой политики (привлечение к руководству мастерскими людей, не имеющих отношения к ОМХ) финансовое положение организации к концу года стало критическим: дефицит составлял 18—20 тыс. рублей. Ситуация улучшилась с приходом на пост председателя ОМХ А. В. Лентулова: руководителем мастерских был назначен скульптор Б. Д. Королёв, утвержден производственный план, по которому в работе МАСТОМХ к апрелю 1929 г. принимали участие 75 % членов ОМХ, определилась чёткая структура мастерских. МАСТОМХ состоял из 8 секций:
- живописно-декоративная
- плакатно-графическая
- металло-керамическая
- скульптурная
- архитектурно-планировочная
- художественно-заочного обучения
- выставочная часть
- изобразительная часть[30]

Металлическая секция занималась производством значков и продукцией мелкой пластики, живописная секция выполняла договоры с рядом предприятий на оформление красных уголков и клубов, скульптурная — договоры на изготовление отдельных монументов, бюстов и скульптур малых форм для массового распространения. Графическая секция занималась изготовлением плакатов, выставочная — организацией районных выставок, главной из которых стала масштабная передвижная выставка, открывшаяся в клубе Трёхгорной мануфактуры и затем побывавшая в 50 пунктах Москвы и Московской области (март — декабрь 1929 г.).
К началу 1930 г. структура мастерских была сокращена до 3 секций: издательско-плакатной, клубной (оформление клубов), скульптурной. В 1931 году МАСТОМХ был ликвидирован в связи с постановлением Наркомпроса от 18 декабря 1930 г. о передаче хозяйственно-организационной деятельности ОМХ в ИЗОГИЗ и в кооператив «Художник».

## Выставочная деятельность

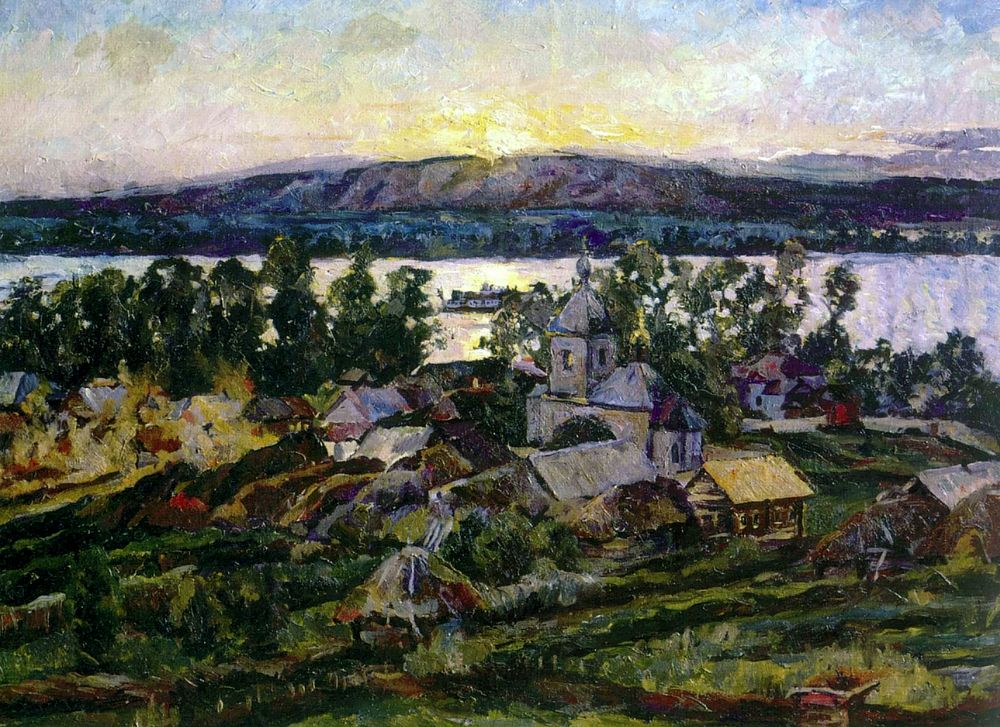
2-я выставка ОМХ: А. Лентулов. Закат на Волге. 1928 (пейзаж приобретён Третьяковской галереей)

Общество провело две крупные выставки:
- 1-я выставка — в феврале 1928 в залах Вхутеина (Мясницкая, 21). Участвовало 46 художников, экспонировалось 514 произведений, выпущен каталог[33].
- 2-я выставка — в июне 1929 на территории Парка культуры и отдыха в павильоне «Шестигранник» («Машиностроение»). Участвовал 51 художник, экспонировалось 512 произведений, выпущен иллюстрированный каталог[34].

На обеих выставках преобладали произведения пейзажного жанра, они были представлены широко и разнообразно — как по тематике, так и по форме изображения. Эффектные, яркие крымские пейзажи А. В. Лентулова соседствовали на 1-й выставке с «немного мрачными, суровыми» уральскими работами А. Д. Древина, «мягкие, лиричные изображения русской природы» В. Л. Храковского — с экспрессивными восточными городскими пейзажами В. В. Рождественского. Существенно отличались полнокровные, жизнеутверждающие полотна художников круга «Бубнового валета» от работ представителей бывшего «Маковца», в чьих пейзажах было заложено «драматическое мироощущение, идущее от тонкого психологизма, от превалирования духовного начала над материальностью». Несколько в стороне на обеих выставках оставалась пушкинская серия пейзажей А. А. Осмёркина, как и импрессионистические полотна И. Э. Грабаря. Такое разнообразие живописных манер свидетельствовало об отсутствии у художников ОМХ общей стилевой направленности и «не позволяло говорить о них, как о некоем едином направлении» в изобразительном искусстве 1920-х годов. Однако сосуществование столь разных подходов было принципиальной позицией ОМХ: это была попытка выработать модель синтетического взаимодействия различных творческих установок в едином художественном сообществе.

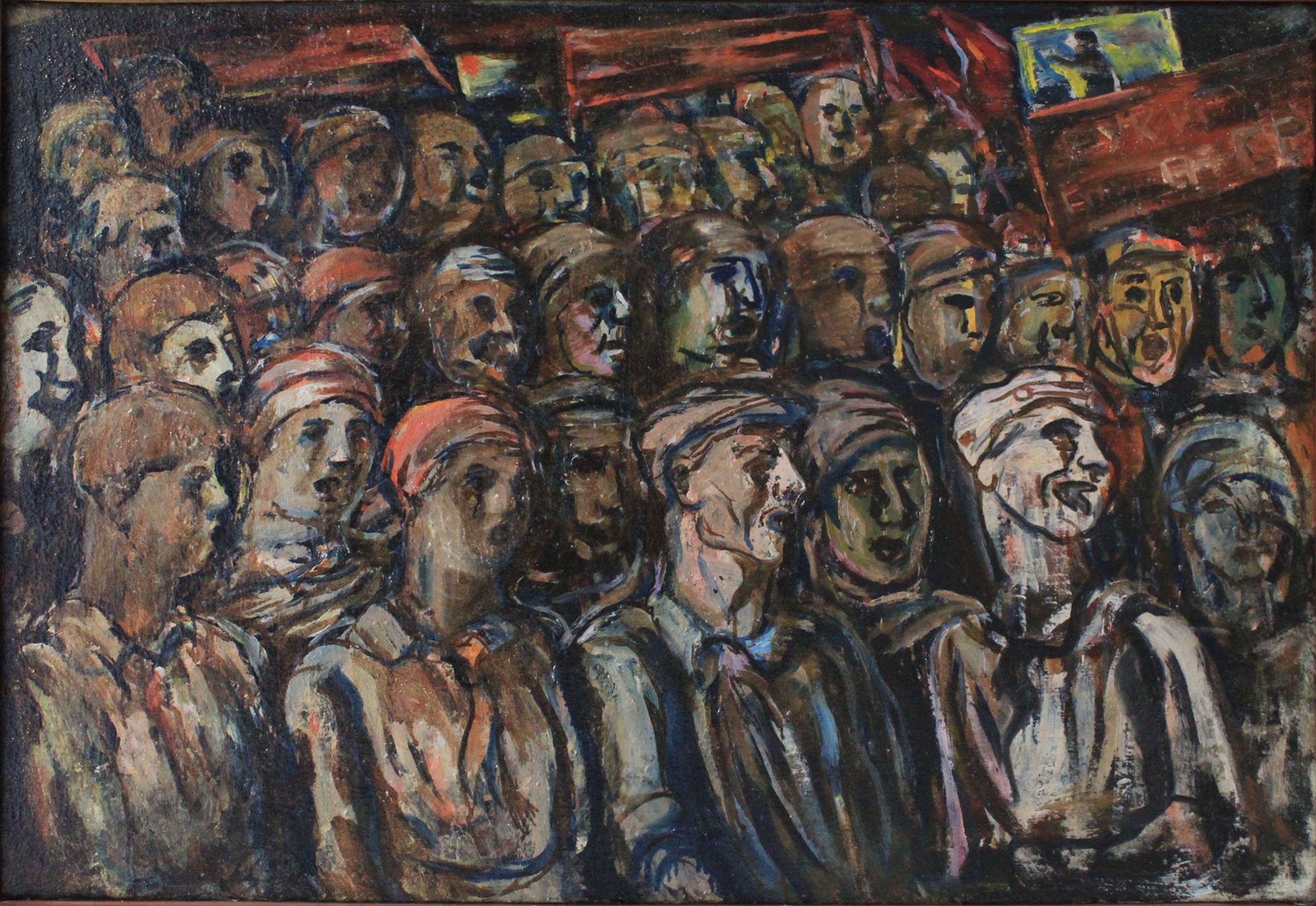
2-я выставка ОМХ: А. Моргунов. Демонстрация. 1928. Таганрогский художественный музей

Другие жанры на выставках ОМХ были показаны менее широко. Количественно и тематически заметно уступал пейзажу портрет. Натюрморты в основном принадлежали молодёжной группе, «представители которой еще не избавились от обаяния „бубнововалетовских“ натюрмортов». Бытовой жанр, как и тематическая картина присутствовали в небольшом количестве, но отличались острой выразительностью. Таковы работы А. А. Моргунова «Зритель» (1926) и «Демонстрация» (1928), С. В. Герасимова «Кузнецы» (1927), К. К. Зефирова «За работой» (1927), Р. Р. Фалька «Голубятня» (1927).
Выставки были чрезвычайно успешны, в частности 2-ю выставку в ЦПКиО посетило 20 000 «платных посетителей» и свыше 200 экскурсионных групп; 32 картины с выставки были намечены для приобретения в Третьяковскую галерею.

### Участники 1 и 2 выставок ОМХ
В 1-й выставке ОМХ (1928) участвовали: Борисов Б. И., Герасимов С. В., Грабарь И. Э., Григорьев Н. М., Древин А. Д., Завьялов И. Ф., Зефиров К. К., Иванов А. И., Иванов Е. Н., Карнеев М. Д., Куприн А. В., Левашова К. А., Лентулов А. В., Максимов Н. Х., Масленников Н. Н., Машкевич Е. О., Машков И. И., Новожилов В. М., Осмёркин А. А., Первухин А. Н., Петров С. И., Полежаев А. Г., Родионов М. С., Рождественский В. В., Романович С. М., Рублёв Г. О., Рыбаков А. А., Рындин В. Ф., Садков В. Н., Таратухин С. М., Удальцова Н. А., Фальк Р. Р., Фёдоров Г. В., Фейгин М. А., Фонвизин А. В., Храковский В. Л., Чекмазов И. И., Чернышёв Н. М., Чирков А. Н., Шабль-Табулевич Б. С., Шегаль Г. М., Шемякин М. Ф., Шеришев В. М., Шестаков Н. И., Шифрина В. Н., Шмелев Ф. К.
Во 2-й выставке ОМХ (1929) участвовали: Борисов Б. И., Герасимов С. В., Григорьев В. И., Григорьев Н. Н., Григорьев Н. М, Девинов-Нюренберг Д. М., Завьялов И. Ф., Иванов Е. Н., Кантор Л. Г., Карнеев М. Д., Киров С. М., Киселёв В. И., Кончаловская Т. М., Королёв Б. Д., Крымов Н. П., Куприн А. В., Лебедев-Шуйский А. А., Левашова К. А., Лентулов А. В., Максимов Н. X., Масленников Н. Н., Машкевич Е. О., Моргунов А. А., Новожилов В. М., Осмёркин А. А., Павлова А. В., Перфильев И. П., Петров С. И., Полежаев А. Г., Родионов М. С., Рыбаков А. А., Садков В. Н., Сафронова А. Ф., Соколик Н. К., Степанов А. П., Столпникова М. И., Таратухин С. М., Фёдоров Г. В., Фейгин М. А., Феокритова М. И., Франкетти В. Ф., Чекмазов И. И., Чернышёв Н. М., Чирков А. Н., Шабль-Табулевич Б. С., Шемякин М. Ф., Шеришев М. Ф., Шестаков Н. И., Шифрина В, Н., Шмелев Ф. К., Ястржемский А. С.

## Кризис ОМХ и ликвидация общества
В конце 1930 г. в результате обследования деятельности ОМХ, проведенного комиссией Сектора искусств Наркомпроса, было выявлено, что процесс перехода на рельсы социалистического строительства, «недостаточно стимулированный Президиумом Общества, не получил надлежащего развития». И хотя дальнейшее существование ОМХ признавалось целесообразным, перспективы ОМХ были увязаны с выполнением ряда требований, предписанных обществу «Резолюцией по докладам московских обществ» Сектора искусств Наркомпроса от 18 декабря 1930 г.:

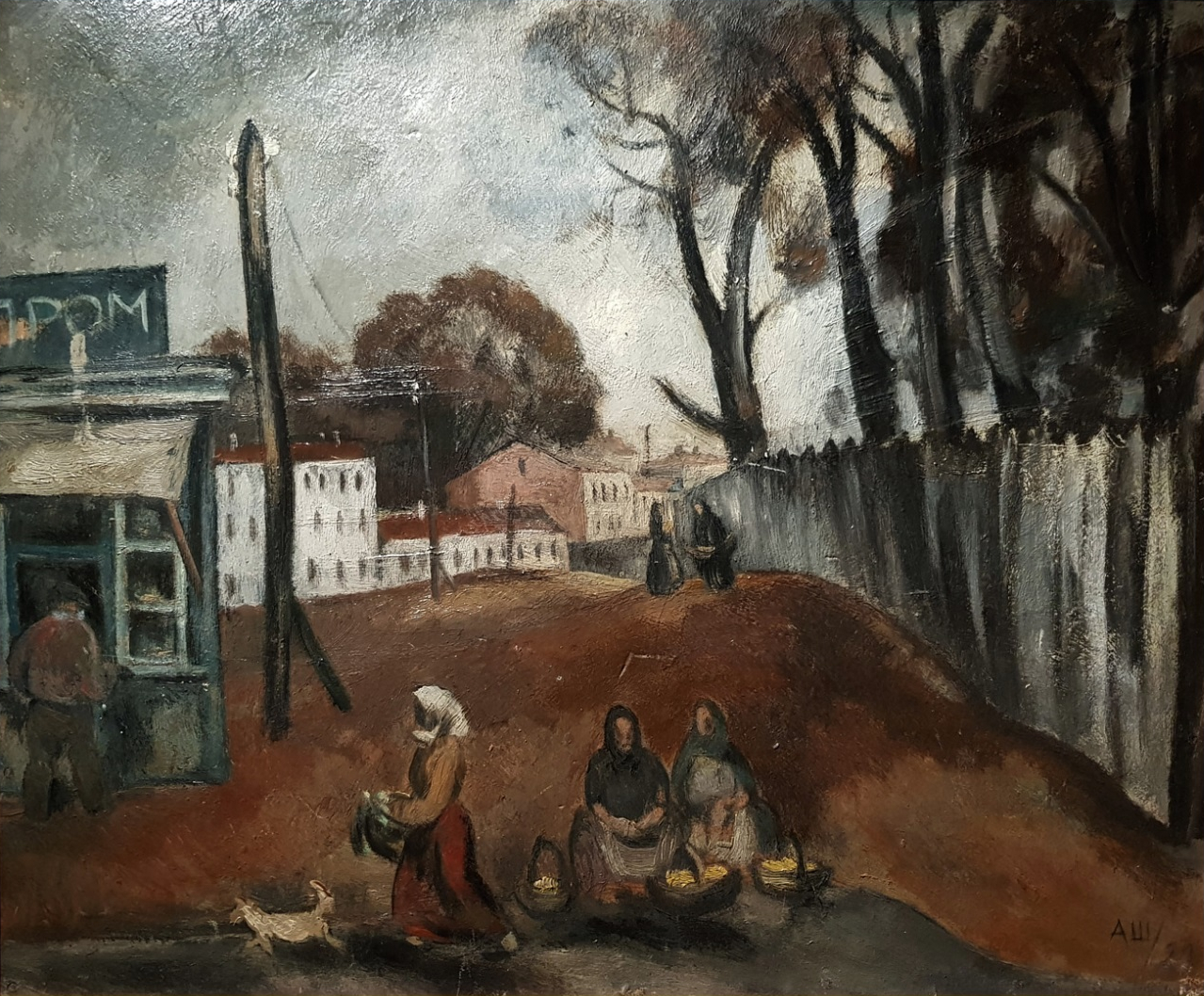
А. Шевченко. Окраина Москвы. 1929. Государственный музей искусств имени И. В. Савицкого

а) Начать систематическую работу по классовой дифференциации среди членов Общества,

б) провести совместно с Федерацией чистку своих рядов,

в) принять меры к усилению политико-воспитательной работы среди членов Общества под руководством Федерации, особенно молодой его части,

г) подготовить хозяйственно-организационную часть своей деятельности к передаче в ИЗОГИЗ и кооператив „Художник“, согласовав порядок и сроки с Сектором искусств Наркомпроса,
д) в декларацию Общества внести дополнения, касающиеся критики своих прошлых ошибок и оценки своего отношения к буржуазному изо-наследству….
Такое решение Наркомпроса привело к выходу в начале 1931 г. ряда художников из ОМХ. Общество лишалось материальной базы в связи с предстоящей ликвидацией МАСТОМХ. Эти причины к концу 1931 г. создали ситуацию, в которой Общество московских художников фактически перестало существовать. Юридически оно было ликвидировано (как и все другие художественные общества) постановлением ЦК ВКП(б) «О перестройке литературно-художественных организаций» от 23 апреля 1932 г.